# Philopoemen

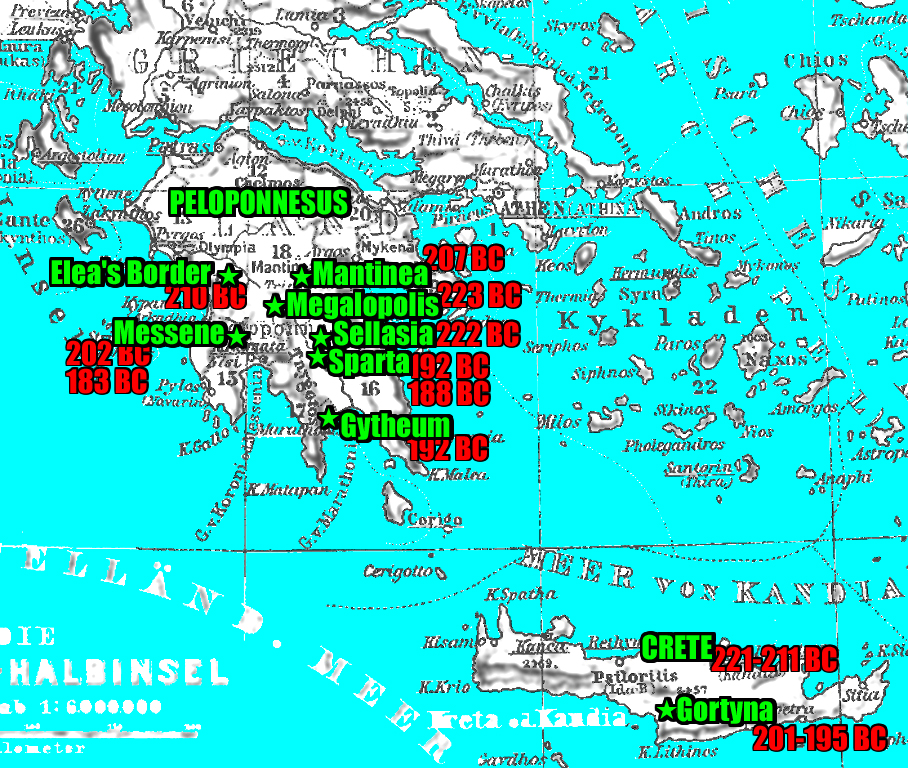
Những vị trí địa lý liên quan đến cuộc đời của Philopoemen.

Philopoemen (tiếng Hy Lạp: Φιλοποίμην, Philopoímēn; 253 TCN, Megalopolis – 183 TCN, Messene) là một danh tướng và chính trị gia tài năng của Hy Lạp cổ đại, ông làm "Thượng đẳng Tướng quân" (Strategos) của Liên minh Achaea đến tám lần. Trước khi lên làm Tướng quân, ông đã trở thành một chiến binh xuất sắc với chiến tích hiển hách trong cuộc chiến tranh chống Quốc vương Cleomenes III nước Sparta. Ông cũng có công cải tổ Quân đội tinh nhuệ Achaea, nhờ đó mang lại cho Liên minh những chiến thắng vang dội. Sau khi ông mất, hậu thế tôn vinh ông ở khắp nơi trên toàn cõi Achaea.
Kể từ khi ông được tôn làm Thượng Đẳng Tướng Quân vào năm 209 trước Công Nguyên, Philopoemen có công lao đưa Liên minh Achaea trở thành một liệt cường quân sự ở Hy Lạp thời bấy giờ. Ông đã chỉ huy Liên minh này tiến hành những cuộc đấu tranh cuối cùng của nhân dân Hy Lạp chống lại ách bá quyền của người La Mã. Tuy vẻ vang nhưng vị Tướng quân luôn luôn tránh xa cái lối sống xa hoa phung phí, tạo nên phẩm chất đáng quý của ông. Một người La Mã ẩn danh gọi ông là "người Hy Lạp cuối cùng". Trong giai đoạn lịch sử hỗn loạn ấy, người La Mã ngày càng trỗi dậy, vậy nhưng không có vị lãnh tụ người Hy Lạp nào thành công bằng Philopoemen trong việc duy trì một nền độc lập chính trị. Dưới sự thống suất của ông, Quân đội Achaea đã đánh tan nát được quân Sparta của bạo chúa Machanidas, và sau này họ chinh phạt luôn cả nước Sparta, buộc người Sparta phải thần phục. Cuối cùng, trong trận chiến chống người Messene, do tuổi già sức yếu, ông bị bắt sống và đầu độc. Sự hy sinh của ông đã được ba quân báo thù đích đáng.

## Đầu đời và tính cách
Philopoemen sinh ra trong một gia đình quý tộc. Cha của ông là Craugis, một trong những người giàu có nhất của vùng Arcadia. Tại thành phố Megalopolis, Craugis đã bắt tay làm bạn với Cleaner người thành Mantinea. Cleaner là một quý tộc hàng đầu của thành Mantinea, nhưng không may bị khép tội nên phải chịu kiếp tù đày. Bất chấp điều đó Kraugis rất tôn trọng bạn mình và do đó Cleaner rất nể trọng Kraugis. Lúc Craugis còn sống thì dường như Cleaner không có ý định báo ân thế nào, nhưng sau khi Craugis mất, Cleaner để đền đáp ân nghĩa của người bạn tốt ấy, đã giáo dục cho Philopoemen - khi đó ông hãy còn có tí tuổi đầu, do đó không thể nào có những tham vọng chính trị được. Trong tiểu sử Philopoemen (Tiểu sử sóng đôi), nhà tiểu sử học người La Mã là Plutarchus đã so sánh việc này với điển tích xưa của nhà thi hào Homer, theo đó người chiến binh kiệt xuất Achilles được người tội phạm tên Phoenix cứu sống.
Dần dần Philopoemen khôn lớn. Thế rồi, ông lại được mở mang việc học hành của mình, nhờ trở thành môn sinh của những nhà trí thức Ecdemus và Demophanes. Hai ông thầy này đều làm việc trong Học viện. Họ có phát biểu về triết lý, nhưng không phải nói suông, thể hiện qua việc tiến hành hạ bệ vị bạo chúa khét tiếng Aristodemus xứ Megalopolis qua việc ám sát ông ta. Không những thế, nhờ sự hỗ trợ của họ và toàn dân, Aratus đã lật nhào được ách thống trị của bạo chúa Nicocles ở xứ Sicyon và ổn định lại tình hình đất nước. Thế nhưng, với bao chiến công hiển hách như thế, hai ông thầy cho rằng họ có một thành tựu vang dội hơn: đó là việc nuôi lớn Philopoemen thành người. Bởi vì nhờ tất cả mọi triết lý mà họ dạy dỗ cho ông, Philopoemen trở thành vị lãnh tụ kiệt xuất của toàn thể Hy Lạp. Quả vậy, trong suốt cuộc đời của ông, toàn dân Hy Lạp đều vô cùng mến mộ Philopoemen, vì ông là vĩ nhân cuối cùng trong giai đoạn cuối của nền văn minh Hy Lạp cổ, sau biết bao nhiều anh tài lỗi lạc của dân tộc này năm xưa. Nhưng không chỉ nhân dân Hy Lạp mới tôn vinh ông đến thế. Có người La Mã ca ngợi ông là Người Hy Lạp cuối cùng, ngụ ý rằng ông là người cuối cùng có tầm vóc xứng đáng sánh vai với những bậc hùng anh vinh quang của Hy Lạp năm xưa, và sau ông không còn ai được như vậy nữa. Philopoemen cũng kính trọng các thầy của ông và giành phần lớn tuổi thơ sống với họ.
Người đời có kể một số giai thoại về Philopoemen. Theo trước tác của Plutarchus, "Một số người cho rằng ngoại hình Philopoemen rất ghê tởm, nhưng không phải là vậy. Chúng ta có thể xem một số bức tượng của ông hãy còn tồn tại ở Delphi". Sự nhầm lẫn của một bà chủ nhà ở thành phố Megara là do sự khiêm nhường và không hề xa hoa của Philopoemen. Số là một lần, khi ông lên làm Tướng quân của Liên minh Achaea, một quý tộc sống ở Megara có thư mời ông đến ăn tối. Vợ của ông này, khi nghe tin có vị thượng khách như vậy sắp đến thì quá mừng rỡ, bèn ra sức sửa soạn một bữa tiệc thịnh soạn, trong khi ông chồng còn chưa về. Philopoemen đến sớm và chỉ mặc một chiếc áo choàng, thế nên bà chủ cứ nghĩ ông là người đầy tớ cho chồng gửi về nên sai ông đi chặt củi. Không nói một lờ, Philopoemen cởi chiếc áo choàng xuống và làm theo yêu cầu của bà. Đến lúc người chủ về nhà, ông ta vô cùng ngạc nhiên khi thấy vị thượng khách mà lại phải làm việc vất vả ngoài sân, bèn hỏi: "Thưa Tướng quân, Người đang làm gì vậy?". Philopoemen noí, bằng ngôn ngữ địa phương Doric: "Tôi đang phải trả giá cho vẻ ngoài xấu xí của mình đây". Quan Tổng tài La Mã là Titus cũng vậy, có lần ông ta giễu cợt ngoại hình của vị Tướng quân người Achaea: "Tướng quân à, ông có đôi tay và chân rất đẹp, nhưng ông không có bụng!", cũng theo lời bàn của Plutarchus, cái eo của Philopoemen rất hẹp. Tuy nhiên, lời trêu chọc này ám chỉ uy thế của ông hơn là cơ thể ông: do ông luôn chỉ huy một lực lượng Bộ binh và Kỵ binh tinh nhuệ nhưng luôn thiếu tiền trả cho họ.
Là người có hoài bão lớn lao, Philopoemen cũng học hỏi gương người xưa để mà noi theo. Ông quyết định làm theo tấm gương ngời sáng của danh tướng Epaminondas nước Thebes. Mà theo Plutarchus thì Philopoemen cũng có những điểm giống Epaminondas thật: ông có ý chí quyết tâm, đầu óc sáng suốt và sự ngay thẳng. Nhưng trong khi vị kiệt tướng nước Thebes có thái độ tế nhị, nhân từ và biết giữ cái đầu lạnh, thì vị danh tướng xứ Achaea lại không thể giữ thái động bình tĩnh trong những xung đột chính trị dưới thời đại ông, và hào khí cua ông thường dễ gây khó khăn trong các cuộc tấn công. Chính vì vậy, người ta coi ông là một người chiến binh điển hình, thay vì một công dân đức độ.
Khi thiếu thời, ông vô cùng đam mê tìm hiểu về những thứ binh khí và chiến mã của người Hy Lạp thời đó. Ông rất đam mê luyện tập làm lính, tỷ như giáp chiến trong bộ binh giáo và trên lưng chiến mã. Philopoemen đã thể hiện tài năng xuất sắc của mình khi chơi vật lộn. Chính vì thế, các bạn hữu bảo ông nên chuyên tâm vào trò vật lộn, vậy mà ông không đồng ý vì ưu tiên của sống của một binh sĩ hơn là một lực sĩ. Mà đối với ông đời sống lực sĩ không thể nào giúp Philopoemen trở thành một người lính thiện chiến được. Rõ ràng, ở Hy Lạp thời đó một người lực sĩ thường được tập luyện đều đặn, được ăn uống no đủ và cỏ đầy thời gian để mà ngủ. Trong khi đó, đã là một binh sĩ thì anh phải khác hoàn toàn: anh luôn luôn không thể sinh hoạt điều độ được, cũng như luôn luôn phải mất ăn, mất ngủ. Chính vì thế, ông chẳng ưa thích gì và luôn giễu cợt cái nghệ lực sĩ. Sau này, khi công thành danh toại, Thượng đẳng Tướng quân vẫn luôn cấm đoán các chiến binh của mình được sống đời lực sĩ, và có bình luận như sau: nếu một lực sĩ có khả năng chinh chiến, anh ta cũng chẳng thể nào làm một chiến binh kiệt xuất.
Sau khi từ giã thầy học, Philopoemen tham gia trong cuộc tấn công của thị dân thành phố của ông vào lãnh thổ Laconia, nhằm kiếm thêm nguồn nguyên liệu để xây dựng thành phố. Quan điểm của ông luôn là trước hết tiến công, sau đó mới lui binh. Bình thường Philopoemen tập luyện bằng cách đi săn hay lao động trên cánh đồng của mình. Bất kể giành được chiến lợi phẩm gì trong các cuộc chiến tranh, ông đều dùng để mua sắm vũ khí, ngựa và nô lệ. Còn tiền dùng cho các chi tiêu khác thì lấy từ những nguồn thu của trang trại ông. Ông làm giàu và kiếm lợi một cách trung thực bằng chính sức lao động của mình vì ông cho rằng bổn phận của ông là không được tơ hào đến tiền công.
Ông cũng dành nhiều thời gian để nghiên cứu khoa hùng biện và triết học. Philopoemen chỉ đọc những sách giúp ông nâng cao đức hạnh và sự khôn ngoan. Các bản trường ca của Homer và những câu chuyện lịch sử về Alexandros Đại đế là các tác phẩm mà ông ưa thích hơn cả. Trong những chuyến đi, ông luôn tìm hiểu các trận đánh từng diễn ra trên những mảnh đất mà ông đặt chân đến và bàn luận chúng với những người bạn đồng hành.
Philopoemen đã dày công nghiên cứu để trở thành một vị tướng giỏi. Theo quan điểm của ông, chiến tranh là môi trường dậy mọi loại đức hạnh và bất kì ai không phải là chiến binh thì chẳng khác gì kẻ ăn bám.

## Sự nghiệp
Quê hương của Philopoemen là Megalopolis, thành phố lớn nhất vùng Arcadia. Vào năm 223 trước Công Nguyên, khi Philopoemen đã 30 tuổi, ông phải chứng kiến một biến cố lịch sư như sau: Quốc vương nước Sparta là Cleomenes III thân chinh điều động binh mã đánh úp thành phố vào ban đêm. Đội Vệ binh thành phố Megalopolis bại trận, do đó quân Sparta thừa thắng xông vào khu thương trường. Philopoemen chạy ra khi còi báo động và chiến đấu hết sức dũng mãnh, tuy nhiên ông không thể nào thay đổi tình hình nên Cleomenes III vẫn trên đà thắng lợi. Tuy nhiên, ông đã giữ chân được quân chủ lựa của Cleomenes III, tạo điều kiện cho nhân dân Megalopolis chạy trốn. Chiến đấu trong đội hình chặn hậu, chiến mã của Philopoemen bị chết và bản thân bị nhiều vết thương nhưng ông là người cuối cùng thoát khỏi thành phố.
Sau khi chiếm được thành phố, Quốc vương Cleomenes III vời dân chúng Megalopolis về để nhận lại thành phố và tài sản. Nhiều người nghe tin này và muốn trở lại ngay nhưng Philopoeman khuyên họ nên chờ đợi. Ông cho rằng nhà vua nước Sparta không hề có ý trả lại đất đai và nhà cửa cho toàn dân Megalopolis, mà ngược lại ông ta chỉ dụ dỗ họ về để áp đặt ách nô dịch lên đầu họ mà thôi. Vả lại, Cleomenes III không thể chiếm lĩnh lâu dài một thành phố chỉ với những ngôi nhà trống không và những bức tường thành vắng bóng như thế này, do đó ông ta sẽ phải sớm lui binh đi. Đến lúc đó, người Megalopolis sẽ quay về xây dựng lại cố hương giàu mạnh hơn. Thế là họ quyết định nghe lời khuyên của Philopoemen. Không lâu sau đúng như lời ông tiên đoán, quân Sparta rút đi. Trước khi rút, họ cướp boc và tàn phá thành phố khá nặng nề.
Sau đó, người Megalopolis và người Achaea có được viện binh: Quốc vương nước Macedonia là Antigonos III Doson thân chinh kéo đại binh tinh nhuệ đến để giúp họ chiến đấu với quân Sparta. Khi liên quân Achaea - Macedonia chạm trán kịch liệt với quân Sparta ở Sellasia, Philopoemen và những người khác được xếp cạnh người Illyria ở bên cánh trái. Lệnh ban xuống là phải giữ nguyên vị trí cho đến khi thấy lá cờ đỏ từ cánh phải, những người Illyria không nghe lệnh và đã di chuyển trước khi có hiệu lệnh. Thấy có khoảng trống trong quân đối phương, quân Sparta liền điều toán quân trang bị nhẹ đến vòng xuống phía sau người Illyria.
Philopoemen bèn chạy đến gập những viên tướng đòi thay đổi vị trí để đối phó với sự đe dọa này, nhưng họ chẳng thèm đếm xỉa đến yêu cầu đó vì khi ấy ông chưa có tiếng tăm gì về quân sự. Nhưng dù chưa được lệnh, ông trở về dẫn đội kị binh của mình lao đến và đánh lui được quân địch. Để khích lệ lòng can đảm của người Macedonia tiếp tục truy đuổi kẻ thù trong khi kẻ thù còn đang hỗn loạn. Philopoemen lao lên, chạy bộ đuổi theo quân Sparta qua vùng đất đá gập gềnh. Ông không thể rút được ngọn lao buộc dây da của mình vì nó buộc quá chặt nhưng Philopoemen đã bẻ gãy đôi mũi lao và dùng nó làm vũ khí. Rồi ông chạy lên phía những hàng quân đi đầu, thổi vào họ ngọn lửa khao khát chiến đấu.
Sau chiến thắng này, Antigonos hỏi người Macedonia tại sao họ dám tấn công trước khi có lệnh. Những người này trả lời rằng họ buộc phải làm thế bởi một chiến binh trẻ tuổi người Megalopolis đã xông lên trước khi có lệnh. Antigonos mỉm cười nói:"Chàng trai đó đã hành động như một chiến binh lão luyện". Dĩ nhiên, câu chuyện này làm Philopoemen trở nên rất nổi tiếng. Antigonos rất muốn Philopoemen về làm cận vệ cho mình, hứa sẽ ban quyền cao chức trọng và rất nhiều bổng lộc. Nhưng không muốn trở thành thuộc hạ của ông ta nên Philopoeman từ chối lời mời này.
Người Achaea trao cho Philopoemen quyền chỉ huy đội kị binh và ông chấp nhận nhiệm vụ khó khăn này. Vào thời gian đó, kị binh Achaea rất yếu. Đối với người Achaea, được trở thành kị binh là cả một vinh quang lớn nên kị binh toàn là con cái những gia đình giàu có nhất. Những người này chẳng có kinh nghiệm hay lòng can đảm. Phong tục ở đây là chỉ gửi những con ngựa rẻ tiền nhất vào quân đội và nhiều người Achaea còn thuê người khác thế chỗ trong khi mình lại nghỉ ngơi ở nhà. Những viên tướng trước đây bị mua chuộc hoặc vì mối thân tình mà lờ đi sự man trá này.
Philopoeman đích thân đi đến từng thành phố, trò chuyện với những chàng trai trẻ để khơi dậy ở họ lòng hăng hái và tình yêu vinh quang. Ông cũng chỉ sử dụng hình phạt khi thật cần thiết. Thông qua các cuộc diễu binh trước đông đảo công chúng, Philopoemen đã khích lệ những kị binh trẻ chăm chỉ tập luyện. Chẳng bao lâu sau, họ đã trở thành những kị binh khỏe mạnh và nhanh nhẹn.
Trong trận đánh lớn chống lại người Aetolia và người Elea ở sông Larissos, Philopoemen đã thể hiện tấm gương về lòng can đảm. Viên chỉ huy kị binh của người Elea thách ông đấu tay đôi. Philopoemen bình tĩnh đợi đến khi đối thủ hăng máu vào gần, mới chém một phát trời giáng và đâm hắn ta ngã lăn xuống đất chết. Khi chứng kiến điều đó, đội quân người Elea lập tức tan vỡ.
Giờ đây, Philopoemen đã trở nên nổi tiếng trên toàn cõi Hy Lạp như một chiến binh trẻ trung và hùng mạnh nhất nhưng cũng khôn ngoan như viên tướng lão luyện nhất, nghĩa là trên chiến trường không có viên tướng nào tài giỏi hơn ông nữa.
Philopoemen được nắm quyền chỉ huy toàn bộ quân đội Achaea. Trước đó người Achaea thường sử dụng lao và khiên nhỏ. Những vũ khí này đem lại khả năng cơ động lớn, nhưng lại không đủ mạnh trong cuộc chiến giáp lá cà. Philopoemen thuyết phục người Achaea đổi sang dùng khiên rộng, kiếm dài và mặc áo giáp nặng. Rồi ông dạy cho họ cách tập hợp và di chuyên trong đội hình Phalanx. Trước đó họ thường ganh đua nhau về trang phục, nhà cửa, và đồ nữ trang. Nhờ sự thuyết phục của Philopoemen, giờ đây họ cạnh tranh nhau vì những điều hữu ích hơn, nên người Achaea cố gắng ganh đua trên chiến trường để làm hình mẫu cho những đứa con của mình. Những vũ khí đẹp trở thành đối tượng của lòng ghen tị và ganh đua. Những người lính tự hào được đội những chiếc mũ mới, đồ bọc chân, mặc giáp nặng và rèn luyện sức khỏe để di chuyển dễ dàng. Họ say mê luyện tập và đặc biệt thích tấn công trong đội hình phalanx.
Các chàng trai Achaea có cơ hội tự chứng tỏ mình khi chiến đấu chống lại Machanidas, tên bạo chúa Sparta. Machanidas có một đội quân đánh thuê rất hùng mạnh và hắn âm mưu nô lệ hóa tất cả các dân tộc khác ở vùng Peloponnesus. Người Achaea bày trận chờ đợi ở gần Mantinea, Philopoemen xếp những người lính đánh thuê lên phía trước đội hình phalanx và những người này bỏ chạy khi Machanidas tấn công. Thay vì tiếp tục tấn công đội quân Achaea còn lại, Machanidas lại chỉ huy quân lính đuổi theo những người bỏ chạy và cho rằng đã cầm chắc chiến thắng.
Chờ khi đội quân truy kích đã cách xa phần còn lại của quân Machanidas, Philopoemen và đội hình Achaea mới vào cuộc. Đòn tấn công đó của Philopomen đã bất ngờ đánh thẳng vào toán quân Sparta đang lộn xộn, không chuẩn bị và bị hở sườn vì đội kị binh đang truy kích toán quân đánh thuê bỏ chạy. Trên 4000 lính Sparta bị giết và số còn lại chạy bán sống bán chết. Sau đó, Philopoemen củng cố lại đội hình và dàn trận chờ đợi Machanidas, lúc này đang dẫn đội kị binh quay lại. Philopoemen giết chết Machanidas trong cuộc đấu tay đôi, giành vinh quang cho chính mình và chiến thắng vang dội cho người Achaea.
Trong khi các vùng đất còn lại đã chịu khuất phục trước sức mạnh bá chủ của Macedonia, bằng tài năng ngoại giao, Aratos đã vận động được một số thành bang gia nhập liên minh Achaea. Khối liên minh đã giải phóng các thành phố lân cận khỏi tay các bạo chúa. Nhưng phải đến khi Philopoemen gia nhập liên minh đó, họ mới hoàn toàn thoát khỏi sự cai trị của Macedonia.
Đã nhiều lần, tên của ông cũng đã đủ để quyết định một trận đánh. Khi người Boetia đang vây hãm thành Megara và bắt đầu tấn công vũ bão vào thành phố, có tin đồn là Philopoemen đang tới. Tin đồn này không đúng nhưng người Boetia cuống cuồng bỏ chạy. Lần khác Nabis bất ngờ tấn công Messene vào thời điểm Philopoemen không phải là thượng đẳng tướng quân của người Achaea, ông vẫn đích thân đến đó. Chỉ mới nghe tin Philopoeman đến, Nabis đã vội vàng bỏ chạy.
Nhưng đến khi Nabis đem quân tấn công Megalopolis thì Philopoemen lại rời đi đánh nhau ở đảo Crete vì dân chúng trao quyền cho các vị tướng khác, còn ông chẳng biết làm gì. Philopoemen không thể chịu đựng được việc ngồi yên một chỗ mà không làm gì cả và có thể ông củng cảm thấy tức giận vì bị khinh thường nhưng những kẻ thù của ông ở Megalopolis tố cáo ông hèn nhát và phản bội. Khi từ Crete trở về, Philopoemen thấy người Macedonia đã bị La Mã đánh bại, còn người Achaea đang liên minh với La Mã để tấn công Sparta.

### Làm Tướng quân lần cuối
Vào năm 183 trước Công Nguyên, khi đã 70 tuổi, Philopoemen lại được tôn làm Thượng đẳng Tướng quân của Liên minh Achaea. Đây là lần thứ 8 ông đảm nhiện cương vị này. Nhà tiểu sử học Plutarchus có lời bàn:
| “             | ... ông có lẽ dự đoán mình sẽ hoàn thành nhiệm kỳ, và sống trong nền thái bình thịnh trị. Bởi vì một khi thể lực của con người yếu đi, những căn bệnh huy hoàng của họ cũng sẽ theo đó mà giảm xuống, do đó, ở các nhà nước thành bang Hy Lạp, sức khỏe suy nhược là đồng nghĩa với sự mất đi tính cách hiếu chiến. Tuy nhiên, hình như Nữ thần báo thù Nemesis đã tóm lấy ông, giống như một vận động viên bị vấp ngã khi sắp về đến đích. Người ta kể rằng khi người đời ca tụng một người giỏi trở thành một danh tướng, Philopoemen phủ nhận: "Các Ngươi thấy một người bị giặc thù bắt sống có đáng được ca tụng không"? | ” |
| — Philopoemen | |   |

Vài hôm sau khi ông nói câu đó, một kẻ thù cá nhân của Philopoemen, Deinokrates người xứ Messene kêu gọi dân Messene nổi dậy tạo phản. Deinokrates luôn bị nhân dân căm ghét vì thói ăn chơi và hoang dâm của ông ta. Người ta loan tin rằng Deinokrates đang hành binh tới làng Kolonis. Philopoemen hay tin dữ, liền lệnh cho tướng Lycortas kéo đại binh vào đánh phá vùng Messene. Bấy giờ, ông bị sốt nên phải dưỡng bệnh ở thành phố Argos, nhưng rồi ông lên ngựa phi đến thành Megalopolis cách đó 400 fulông, chỉ trong vòng một ngày, để họp binh với Lycortas. Đây quả là một công tích lừng lẫy của vị lão tướng Philopoemen. Từ Megalopolis ông triệu tập binh mã, bao gồm những quý tộc lớn nhất của thành phố, nhưng chủ yếu là những nam thanh niên luôn hãnh diện vì được nhập ngũ dưới ngọn cờ của vị Tướng quân mà họ yêu mến. Dưới sự lãnh đạo của Philopoemen, quân Achaea kéo rốc đến lãnh thổ Messene, giáp chiến với Deinokrates trên đồi Evantes và đánh cho ông ta đại bại. Nhưng đúng lúc đó, 500 tên lính Messene kéo đến và đám bại binh Messene tập hợp lại để chiến đấu tiếp. Trước tình cảnh đó, Philopoemen lo sợ bị vây hãm, ông quyết tâm phải cứu sống từng binh sĩ một, liền phi ngựa lao vào chỗ nguy hiểm nhất, để chặn hậu trước những đợt tấn công của quân thù, nhờ đó toàn bộ người Messene đều nhằm mũi tấn công vào vị Tướng quân. Họ không dám chạm trán trực tiếp với chính ông, song họ la hò như điên và tiến quân dần về chỗ ông. Vì không thể để cho bất kỳ một chiến binh trẻ tuổi nào của ông bị rơi vào bàn tay bẩn thỉu của địch quân, ông luôn luôn liều mình tiến về phía trước, để ba quân có thể an toàn lui bình. Cuối cùng, chỉ một mình ông bị quân thù đổ ập đến. Người Messene ai dám đánh trực diện với ông, nhưng bọn họ giở trò hèn mạc: phóng lao và ném đá từ xa, thành ra Philopoemen bị đá vây quanh, điều này cũng làm con chiến mã của ông hoảng sợ và ông khó thể điều khiển được nó.
Thượng đẳng Tướng quân Philopoemen rất khỏe mạnh cho nên tuổi tác vẫn chẳng ăn thua gì với ông, nhưng do lần đó ông bị bệnh và mệt do phải hành binh từ xa về, nên bị uể ỏai. Cuối cùng, con chiến mã trong cơn hoảng loạn đã hất ngã ông xuống. Ông bị đập đầu xuống đất rất nghiêm trọng và có khi còn bất tỉnh, do đó người Messene tưởng ông đã chết, do đó họ liền kéo nhau vào để mang xác ông về mà mừng vui. Nhưng, đúng lúc đó Philopoemen bất ngờ ngửng đầu lên và mở mắt ra, và ông liền thấy vài chiến binh Messene xông tới trói tay ông lại và giải ông đi. Bọn họ chửi bới và sỉ nhục ông, do trong con mắt họ ông đã bị Deinokrates đánh bại - đây là một điều thật khó tin đối với mọi người vì ông là một chiến tướng kiệt xuất.
Hay tin, người Messene vui sướng liền tụ tập ra trước cổng thành để chờ đón Deinokrates trở về. Khi họ nhìn thấy Philopoemen bị giải đi, trông thật chẳng giống tí nào với một vị anh hùng đã gặt hái biết bao nhiêu là chiến công hiển hách, phần lớn họ đều cảm thương cho ông. Tất cả họ đều rơi nước mắt vì số phận con người thật không thể xác định được dù người ta có tài giỏi đến đâu đi chăng nữa. Thế là họ biểu hiện rõ rệt lòng mến mộ của họ đối với vị dũng tướng, họ không thể quên được công lao của ông, đã lèo lái đưa họ đến bờ bến hạnh phúc và tự do qua việc lật đổ tên bạo chúa Nabis. Tuy nhiên, một số ít người Messene nghiêng về ủng hộ Deinokrates. Có kẻ khuyên ông ta nên tra tấn Philopoemen vì ông là kẻ kình địch của bọn họ, và họ sẽ trừng trị đích đáng Deinokrates nếu ông ta thả tự do cho Philopoemen và bị ông làm cho mất mặt. Cuối cùng, họ nhốt vị lão tướng vào một cái căn phòng kín mà chúng gọi là "Kho bạc", mà không có bất kỳ cái cửa sổ nào, và thậm chí chẳng có một cánh cửa nào, để liên lạc với thế giới bên ngoài. Tuy nhiên, một hòn đá lớn đã khép kín căn phòng ấy laị. Bọn họ đặt hòn đá ở lối ra vào, và cho một đám cai ngục canh xung quanh để phòng ngừa vị lão tướng tìm cách ra ngoài.
Quân Kỵ binh Achaea khi đó tháo chạy, nhưng liền tập hợp lại, và họ không thấy chủ tướng đâu, và họ nghĩ rằng ông đã hy sinh. Giữa bãi chiến trường, họ bỏ thời gian ra tìm ông, và bảo nhau rằng họ đã sống sót, nhưng cũng cho rằng thắng lợi đó thật chẳng gì vinh quang vì vị chủ tướng của họ đã phải xả thân để bảo vệ mạng sống của họ. Họ đi hỏi han khắp nơi về vị chủ tướng, cuối cùng họ cũng hay tin dữ: ông đã bị bắt. Lập tức, họ loan tin trên nhiều thành phố Achaea. Nhân dân Achaea vô cùng giận dữ: họ công khai lên tiếng đòi người Messene phải trả tự do cho Philopoemen, trong khi đó họ triệu tập binh mã để chuẩn bị kéo nhau đến cứu thoát ông.
Deinokrates thấy vậy đâm lo, sợ rằng cứ chần chừ thế thì đại binh Achaea sẽ tiêu diệt ông ta. Do đó, sau khi kêu gọi tướng sĩ sẵn sàng ứng chiến với người Achaea, Deinokrates thấy đêm đến, phần lớn dân Messene đã lui đi nên liền gọi một tên nô lệ đến, ông ta đưa cho người này một liều độc dược và bảo tên nô lệ phải đứng cạnh Philopoemen cho đến khi nào ông uống độc dược. Thế là tên nô lệ đẩy hòn đá ra bước vào "Kho bạc", trong khi Philopoemen trong bộ áo choàng đang nằm, không thể ngủ được vì quá buồn bã và ốm yếu. Khi thấy có ánh sáng và người nô lệ đến bên ông, ông bèn đứng dậy một cách khó khăn do tuổi già sức yếu. Ông nhận lấy cái ly độc dược, và hỏi han tin tức về các binh tướng của ông, đặc biệt là Lycortas. Khi người nô lệ trả lời rằng tất cả các chiến binh Achaea đều đã an toàn lui binh, ông xoa đầu người nô lệ và nói:
| “             | Dù tất cả chúng ta thật không may, anh đã báo cho Lão đây tin tốt! | ” |
| — Philopoemen |                                                                    |   |

Không nói không rằng, Philopoemen uống ly thuốc độc và lại nằm xuống. Liều độc dược, cùng với sự ốm yếu của vị lão tướng, đã khiến cho ông lập tức qua đời. Khi hung tin lan truyền đến thị dân các thành phố Achaea, họ lập tức tổ chức tang lễ trọng thể cho ông.

## Việc trả thù và vinh danh Philopoemen
Như vậy là tưởng chừng như Nữ thần vận may Fortuna luôn luôn che chở cho ông, nhưng điều này đã không trở thành hiện thực. Các nhà quân sự lớn liền họp tại Megalopolis và tôn Lycortas làm Thượng đẳng Tướng quân mới của Liên minh Achaea. Sau đó, không hề trễ nải, họ xuất binh đánh vùng Messene, và tàn phá ác liệt, do đó dân Messene hứng chịu thảm bại và phải ra hàng. Đương đầu với cái chết thê thảm, Deinokrates bèn tự sát. Những kẻ khuyên Deinokrates tra tấn Philopoemen đã bị Lycortas dùng cực hình tra tấn đến chết. Thoạt đầu, vị tân Tướng quân bắt bọn họ phải hỏa thiêu cho vị cố Tướng quân, sau đó bỏ tro cốt của ông vào một cái bình. Hành động này cho thấy song song với lễ táng trọng thể cho Philopoemen, toàn quân Achaea làm lễ khải hoàn ăn mừng đại thắng. Theo ghi nhận của Plutarchus, lúc đó đàn ông Achaea đội vòng nguyệt quế mừng thắng trận, đồng thời áp giải những tên tù binh đi, nhưng đồng thời họ khóc. Đến cả chiếc bình đựng tro cốt của cố Tướng quân cũng khố nhìn thấy do nó được trang hoàng bởi các vòng hoa và dải ruy băng, được mang bởi Polybius - con trai của Thượng đẳng Tướng quân Lycortas, cùng với những quý tộc hàng đầu của miền Achaea. Những chiến binh tinh nhuệ, với binh giáp chỉnh tề, diễu binh trên lưng những con chiến mã khỏe mạnh, tuy họ không hề chán nản nhưng họ không hề vui sướng gì với chiến thắng vang dội mà họ vừa gặt hái được. Đoàn binh khải hoàn tiếp tục diễu hành qua các phố xá, làng mạc, trên đường đi của họ toàn dân luôn vẫy chào như đang chào đón Philopoemen chiến thắng trở về, tất cả họ đều đặt tay lên bình tro của ông và cùng nhau thẳng tiến đến thành phố Megalopolis. Khi già trẻ trai gái cùng ùa ra để tiếp kiến đoàn binh khải hoàn, họ cùng khóc òa lên vì đã mất đi một vị anh hùng, đồng thời họ nghĩ rằng thành phố của họ sẽ mất vai trò hàng đầu trên toàn cõi Hy Lạp sau khi Philopoemen về cõi vĩnh hằng.
Trong niềm vinh dự, Philopoemen được yên nghỉ, và xung quanh mộ phần của ông, những tên tù binh Messene bị xử ném đá cho đến chết. So sánh với các vị Tướng quân tiền nhiệm, Philopoemen là vị lãnh tụ đức độ hơn cả. Đến khi Hy Lạp lâm vào tình cảnh lâm nguy, lúc quân La Mã tàn phá thành phố Corinth, một người La Mã đề xuất phá hết những bức tượng Philopoemen vì ông luôn luôn là một kẻ kình địch của Cộng hòa La Mã. Mọi người bèn bàn luận về vấn đề này, đọc những bài phát biểu quan điểm mình, và Polybius bằng được bảo vệ tượng đài này. Không những thế, cả quan Tổng tài La Mã là Lucius Mummius Achaicus lẫn các tướng tá dưới quyền đều quyết định không thể nào phá những đài kỷ niệm một vị lão tướng xuất sắc đến thế, dù Mummius cho ông là kẻ kình địch của cả hai viên Tổng tài Titus và Manius. Họ đã phân biệt rõ ràng giữa vinh dự và thù địch, họ có quan điểm đúng đắn rằng mọi người luôn phải trả ơn những người đã có công cưu mang họ, nhưng những người quả cảm luôn phải được tất cả những người dũng cảm cùng nhau ca tụng.

## Sách đọc thêm
- "Philopoemen" . Encyclopædia Britannica (ấn bản thứ 11). 1911.
- Nigel Guy Wilson, Encyclopedia of ancient Greece, Routledge, 2006. ISBN 0415973341.
- The Oxford Classical Dictionary (1964)
- The Oxford History of the Classical World (1995)
- The Oxford Who's Who in the Classical World (2000)